# Societat Catalana d'Estudis Numismàtics
La Societat Catalana d'Estudis Numismàtics és una societat filial de l'Institut d'Estudis Catalans, creada el 1979.

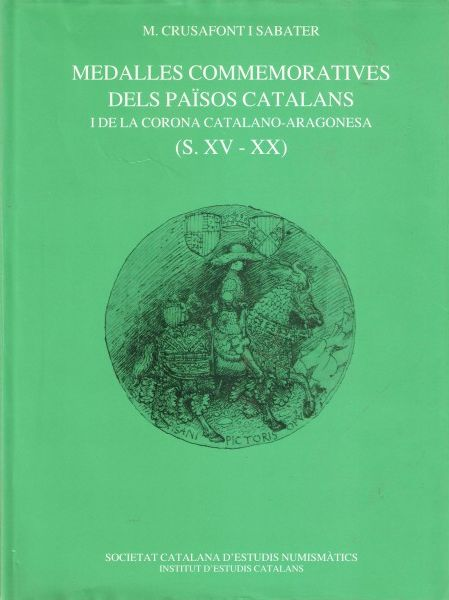
Medalles commemoratives dels Països Catalans i de la Corona catalano-aragonesa (S. XV-XX). Miquel Crusafont, IEC-SCEN, 2006

L'entitat publica llibres i monografies de la seva especialitat. Fins al 2015 s'havien editat 26 obres que corresponen a l'estudi de les monedes catalanes des de l'antiguitat a l'edat moderna.